# XII Juegos Deportivos Centroamericanos
Los Juegos Centroamericanos de 2025 oficialmente conocidos como los XII Juegos Deportivos Centroamericanos se celebraran en Guatemala del 18 al 30 de octubre de 2025. Inicialmente la edición estaba prevista para 2021 y posteriormente en 2022 pero fueron cancelados.
Inicialmente se realizarían en la Ciudad de Santa Tecla y estaban programados del 27 de noviembre al 12 de diciembre de 2021, pero las consecuencias de la pandemia de COVID-19 en El Salvador y a nivel mundial ocasionó la modificación en el calendario para noviembre de 2022. Posteriormente se informó que la ORDECA y autoridades deportivas de El Salvador habían acordado realizarlos en enero del año 2023 pero por problemas de organización la ciudad renunció a su candidatura en 2021.
Luego a inicios de 2022 se anunció que se celebrarían en Guatemala y Costa Rica del 27 de octubre al 13 de noviembre de 2022 pero por una posible suspensión del Comité Olímpico Guatemalteco la Organización Deportiva Centroamericana decidió cancelar la edición.

## Elección

### Elección de Santa Tecla
La elección de Santa Tecla como la sede del evento se oficializó en el acto de clausura de los XI Juegos Deportivos Centroamericanos de Managua con el recibimiento del pabellón de la Organización Deportiva Centroamericana por parte del alcalde de la ciudad salvadoreña, Henry Flores. Aunque en un inicio Guatemala había dado a conocer su nitres en organizarlos si esta ciudad retiraba su candidatura lo cual no sucedió hasta ese día. 
Esta edición coincidiría con la conmemoración de los 200 años de la independencia de Centroamérica donde 5 de los 7 países en contienda participaron: Guatemala, El Salvador, Honduras, Nicaragua y Costa Rica, dándole una connotación importante a la justa y además sería la cuarta ocasión que este país recibirá la sede del evento multideportivo. Además, será la segunda sede oficial en la historia de la justa que no es una capital nacional, habiendo sido la primera San Pedro Sula en 1997.

#### Cancelación
Debido a la Pandemia de COVID-19 a nivel mundial se decidió postergar la fecha a noviembre de 2022 y después a enero de 2023, pero en junio de 2021 Yamil Bukele presidente del Instituto Nacional de los Deportes de El Salvador anunció que retiraba el apoyo a la alcaldía de Santa Tecla debido a falta de acuerdos ya que en 4 años no lograron recaudar fondos y además se había dado a conocer la posibilidad de que algunos juegos se disputaran en San Salvador lo cual no fue de agrado de los miembros del comité organizador de Santa Tecla por lo que la ciudad renunció en julio a la organización de los juegos haciendo lo mismo la ciudad de San Salvador en ese mismo mes.

### Elección de Guatemala y Costa Rica
El 19 de febrero de 2022 fue anunciada oficialmente que el evento sería realizado en forma conjunta entre Guatemala y Costa Rica en varias ciudades.
Los juegos deportivos centroamericanos eran el inicio del ciclo olímpico para los atletas que buscarían un cupo para los Juegos Olímpicos de París 2024.

#### Cancelación
El comité ejecutivo de ORDECA decidió cancelar la realización de los XII Juegos Deportivos Centroamericanos en el año 2022, en vista de las irregularidades ocurridas en la elección del Comité Olímpico Guatemalteco y los problemas legales que esto había generado en el país, quien a su vez también fue suspendido, también, de su participación en los Juegos Panamericanos de 2023 en Santiago de Chile.

### Nueva elección de Guatemala
El 30 de noviembre de 2024 fue anunciado que Guatemala había sido elegida como sede para la edición de 2025.

## Sedes e instalaciones deportivas
La Ciudad de Guatemala será la principal sede deportiva, también contará con subsedes ubicadas en los departamentos de Alta Verapaz, Baja Verapaz, Chiquimula, Guatemala, Huehuetenango, Izabal, Jalapa, Petén, Sacatepéquez, Santa Rosa, Suchitepéquez y Totonicapán.
| Sede                                            | Municipio             | Deporte                                                                   |
| ----------------------------------------------- | --------------------- | ------------------------------------------------------------------------- |
| Campo Marte                                     | Ciudad de Guatemala   | Hockey sobre césped,                                                      |
| Canchas 12 avenida, zona 5                      | Ciudad de Guatemala   | Baloncesto 3×3                                                            |
| Club caza, tiro y pesca, zona 2                 | Ciudad de Guatemala   | Tiro con arma de caza                                                     |
| Club de golf San Isidro, zona 16                | Ciudad de Guatemala   | Golf                                                                      |
| Club El Pulté                                   | Ciudad de Guatemala   | Ecuestre adiestramiento, Ecuestres prueba completa, Salto ecuestre        |
| Coliseo Deportivo                               | Ciudad de Guatemala   | Bádminton                                                                 |
| Diamantes de Softbol, Vista Hermosa zona 15     | Ciudad de Guatemala   | Sóftbol                                                                   |
| Diamante Enrique "Trapo" Torrebiarte, zona 2    | Ciudad de Guatemala   | Béisbol                                                                   |
| Domo Polideportivo de la zona 13                | Ciudad de Guatemala   | balonmano, Fútbol sala,                                                   |
| Estadio Cementos Progreso                       | Ciudad de Guatemala   | Fútbol                                                                    |
| Federación de Esgrima                           | Ciudad de Guatemala   | Esgrima,                                                                  |
| Federación Nacional de Ajedrez, zona 5          | Ciudad de Guatemala   | ajedrez,                                                                  |
| Federación Nacional de Gimnasia, zona 5         | Ciudad de Guatemala   | Gimnasia, Gimnasia rítmica                                                |
| Federación Nacional de Tenis, zona 15           | Ciudad de Guatemala   | tenis                                                                     |
| Federación Nacional de Tenis de Mesa, zona 5    | Ciudad de Guatemala   | Tenis de mesa                                                             |
| Gimnasio 7 de diciembre Carlos Alfonso Gordillo | Ciudad de Guatemala   | Judo, Karate, taekwondo,                                                  |
| Gimnasio Teodoro Palacios Flores                | Ciudad de Guatemala   | Baloncesto, voleibol,                                                     |
| Grand Tikal Futura Hotel                        | Ciudad de Guatemala   | Fisicoculturismo                                                          |
| Metrobowl, zona 15                              | Ciudad de Guatemala   | Boliche                                                                   |
| Parque Erick Barrondo                           | Ciudad de Guatemala   | Kick boxing                                                               |
| Parque Ecuestre La Aurora, zona 13              | Ciudad de Guatemala   | Ecuestres prueba completa,                                                |
| Piscina, zona 4                                 | Ciudad de Guatemala   | Polo acuático, Nado sincronizado                                          |
| Bahía de Amatique, Izabal                       | Livingston            | Triatlón                                                                  |
| Centro Deportivo de Jalapa                      | Jalapa                | Escalada deportiva                                                        |
| Centro Náutico de Amatitlán                     | Amatitlán             | Navegación a vela                                                         |
| Circuito Quetaltenango                          | Quetzaltenango        | Ciclismo                                                                  |
| Complejo de Quetzaltenango                      | Quetzaltenango        | Atletismo                                                                 |
| Estadio municipal Santa Catarina Pinula         | Santa Catarina Pinula | Fútbol                                                                    |
| Finca San Agustín                               | Villa Canales         | Ciclismo de montaña                                                       |
| Finca Malena                                    | Villa Nueva           | Ciclismo BMX                                                              |
| Gimnasio CDAG de Chiquimula                     | Chiquimula            | Boxeo                                                                     |
| Gimnasio CDAG de Totonicapán                    | Totonicapán           | Halterofilia                                                              |
| Gimnasio CDAG de Antigua Guatemala              | Antigua Guatemala     | Billar, esgrima, Fútbol bandera, Deportes electrónicos, Voleibol de playa |
| Greenfield                                      | Mixco                 | Fútbol playa                                                              |
| Lago Petén Itzá                                 | Flores                | Canotaje, natación en aguas abiertas, remo                                |
| Patinódromo Hans López                          | Huehuetenango         | Patinaje                                                                  |
| Playas de Monterrico, Santa Rosa                | Taxisco               | Surf                                                                      |
| Piscina de Mazatenango                          | Mazatenango           | Natación                                                                  |
| San Miguel Dueñas                               | San Miguel Dueñas     | Rugby                                                                     |
| San Jerónimo, Baja Verapaz                      | San Jerónimo          | Marcha atlética                                                           |
| Cobán, Alta Verapaz                             | Cobán                 | Media maratón                                                             |

## Deportes
- Ajedrez
- Atletismo
- Bádminton
- Baloncesto
- Baloncesto 3x3
- Balonmano
- Béisbol
- Billar
- Boxeo
- Bowling
- Canotaje
- Ciclismo
  -  Ciclismo BMX
  -  Ciclismo de montaña
- Culturismo
- Deportes acuáticos
  -  Natación artística
  -  Natación
  -  Natación en aguas abiertas
  -  Waterpolo
- Deportes electrónicos
- Esgrima
- Escalada deportiva
- Equitación
- Fútbol
- Fútbol playa
- Futsal
- Gimnasia artística
- Gimnasia rítmica
- Golf
- Flag football
- Halterofilia
- Hockey sobre césped
- Judo
- Lucha
- Karate
- Kickboxing
- Patinaje
- Remo
- Rugby 7
- Sambo
- Sóftbol
- Surf
- Taekwondo
- Tenis
- Tenis de mesa
- Tiro deportivo
- Tiro con arco
- Triatlón
- Vela
- Voleibol
- Voleibol de playa